# Monnow Valley Studio

Monnow Valley Studio är en inspelningsstudio i Rockfield, Monmouthshire, Wales.

## Historia
På 1970-talet var Monnow Valley repetitionsanläggningen för de berömda Rockfield Studios. Det blev en oberoende studio på 1980-talet som ägdes av Charles Ward efter avsked från Rockfield Studios och har använts av många band inklusive Stereophonics, The Charlatans, Manic Street Preachers, Queen, Black Sabbath, Iggy Pop och Oasis, som använde en bild av studioinredning som omslag för singeln "Supersonic".

## Artistlista
Under de senaste trettio åren har studion använts av många framgångsrika artister:
- Amplifier
- Attack Attack!
- Devil Sold His Soul
- Black Sabbath
- Blood Red Shoes
- Biffy Clyro
- Billy Bragg
- Bullet for My Valentine
- Busted
- Casino
- Catatonia
- The Charlatans[1]
- The Coral
- Deadbeat Darling
- Delphic
- Devin Townsend
- The Enemy
- Feeder
- Fredrika Stahl
- Funeral for a Friend
- Future of the Left
- GLC
- Iggy Azalea
- Joss Stone
- Kaiser Chiefs
- Laura Marling
- Led Zeppelin
- Manic Street Preachers
- Marti Pellow
- My Mate Mike
- Neck Deep
- Oceansize
- Oasis
- Ozzy Osbourne
- The Pigeon Detectives
- Eugene Francis Jnr
- Robert Plant
- Iggy Pop
- Portishead
- Pulp
- Pretty Violet Stain (band)
- Queen
- Rush
- Simple Minds
- Stereophonics
- Super Furry Animals
- Sylosis
- The Stone Roses
- The View
- Tom Jones
- Twin Peaks
- Yes! Sir! Boss!